# Zijn laatste buiging
Zijn laatste buiging (originele titel His Last Bow) is een boek met daarin een verzameling van zeven korte verhalen over de detective Sherlock Holmes, geschreven door Arthur Conan Doyle. De titel van het boek is afgeleid van een van die zeven verhalen.
De verhalen in het boek werden oorspronkelijk los van elkaar gepubliceerd tussen 1908 en 1913. Het titelverhaal dateert uit 1917. Aanvankelijk droeg het boek de titel Reminiscences of Sherlock Holmes en bevatte niet het verhaal His Last Bow. Het boek bevat een voorwoord uit naam van Dr. Watson, die verklaart dat de gepensioneerde Holmes anno 1917 nog steeds leeft en het goed maakt, hoewel hij kampt met reumatiek.
De Amerikaanse editie van het boek bevat nog een achtste verhaal: The Adventure of the Cardboard Box. Dit verhaal verscheen in alle andere edities in De memoires van Sherlock Holmes.

## Verhalen

### The Adventure of Wisteria Lodge

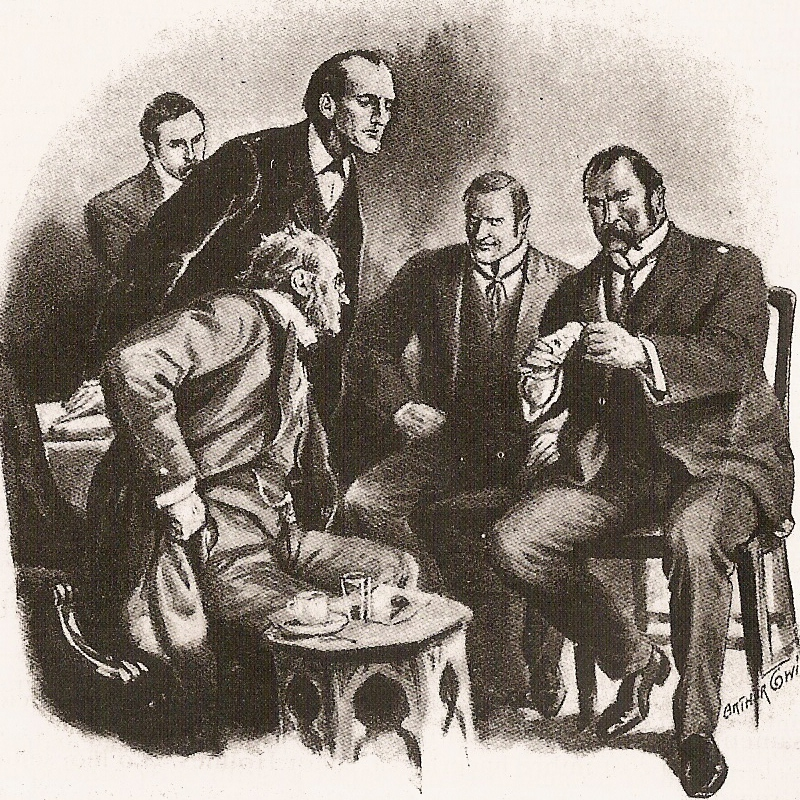
Eccles, Holmes en Inspecteur Baynes

Dit verhaal bestond bij originele publicatie uit een tweeluik met als titels The Singular Experience of Mr John Scott Eccles en The Tiger of San Pedro. Voor het boek werden de twee samengevoegd. Volgens de tekst speelt het in 1892, wat een inconsequentie van Conan Doyle is omdat Holmes van 1891 tot 1894 dood gewaand zou zijn geweest. Het verhaal is vrij uniek in de zin dat de politie-inspecteur Baynes net als Holmes een bekwaam detective is en de zaak op eigen houtje tegelijk met Holmes oplost.
Holmes wordt opgezocht door de man John Scott Eccles, die volgens eigen zeggen iets “belachelijks” met hem wil bespreken. Nauwelijks is hij binnen, of Holmes krijgt ook inspecteurs Gregson en Baynes over de vloer. Ze willen een verklaring van Eccles over de moord op de man Aloysius Garcia afgelopen nacht. Eccles verklaart dat hij de afgelopen nacht heeft doorgebracht in het huis van Garcia, maar dat de volgende ochtend Garcia en al zijn personeel het huis bleken te hebben verlaten. Wel weet hij dat Garcia die avond erg gespannen was, vooral nadat hij een brief ontving, en er een sombere sfeer heerste in het huis. Hij zag Garcia voor het laatst om een uur ’s nachts. Volgens Baynes was Garcia om die tijd echter al dood. Holmes vermoedt dat Garcia met de klokken in zijn huis had geknoeid om Eccles enkel te laten denken dat ze elkaar om een uur hadden gezien als vorm van alibi.
In het huis van Garcia vindt Holmes spullen die duiden op voodoo. Vijf dagen na de moord wordt Garcia’s kok gearresteerd op verdenking van de moord. Holmes heeft zijn twijfels, bezoekt wat landhuizen in de omgeving van Garcia’s huis, en stuit zo op een zekere Henderson, die net is teruggekeerd uit de tropen. Holmes ontdekt dat deze Henderson in werkelijkheid Don Juan Murillo, alias “de tijger van San Pedro” is; een voormalige dictator uit Midden-Amerika. Hij heeft Garcia vermoord. Murillo was gevlucht uit San Pedro na een volksopstand, maar agenten van de opstandelingen zaten hem nog altijd achterna. Miss Burnet, de gouvernante van Murillo's kinderen, was als weduwe van een van de slachtoffers ook bij het genootschap aangesloten en had Garcia een brief gestuurd dat de kust veilig was om Murillo te doden, maar was gesnapt door Murillo en zijn secretaris, die Garcia in de val lieten lopen. Miss Burnet is echter gered door Baynes, die tot dezelfde conclusies als Holmes gekomen was.

### The Adventure of the Red Circle
Mrs. Warren, een plattelandsdame, komt naar Holmes met wat vragen over haar logé: een bebaarde man die haar om een of andere reden dubbel zoveel huur betaalde voor een kamer als normaal, op voorwaarde dat hij de kamer met niemand hoefde te delen. Ze ziet hem echter nooit daar hij altijd overdag weg is en pas ’s nachts terugkomt. Hij laat wel vaak berichten achter op papiertjes.
Holmes vermoedt al snel dat de bebaarde man die de kamer gehuurd heeft, niet dezelfde is als de man die de kamer nu gebruikt. Daar de gast erop stond dat hij dagelijks de Daily Gazette kreeg, besluit Holmes die krant eens na te kijken. Het blijkt dat de gast via een column in de krant berichten doorkrijgt. In de berichten wordt gesproken over een hoog rood huis. Dan komt opeens Mrs. Warren terug met het nieuws dat haar man is ontvoerd. Hij is echter alweer vrijgelaten. Holmes vermoedt dat het de ontvoerders om de gast te doen was, en ze Mr. Warren per ongeluk voor hem aanzagen.
Holmes gaat naar het huis van de Warrens, en ontdekt dat de logé een vrouw is. De bebaarde man is mogelijk een kennis van haar, en vermoedelijk proberen ze onder te duiken voor iets. Die nacht houden hij en Watson de wacht bij het huis en zien hoe de vrouw berichten krijgt doorgeseind. Inspecteur Gregson is ook aanwezig, en vertelt Holmes dat hij op het spoor is van Giuseppe Gorgiano, een beruchte moordenaar. Ze heet Emilia Lucca, en haar handlanger is Gennaro. Gorgiano zat achter hen aan daar ze de Rode Cirkel, een misdaadorganisatie, hadden verraden.

### The Adventure of the Bruce-Partington Plans

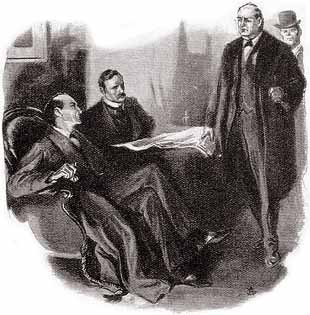
Mycroft Holmes bezoekt zijn broer

Mycroft Holmes zoekt zijn broer op, met het nieuws dat hij op zoek is naar een aantal vermiste bouwplannen voor een duikboot. Zeven van de in totaal tien pagina’s zijn alweer gevonden, naast het lijk van een zekere Arthur Cadogan West, maar de rest is nog altijd spoorloos. West was een kantoorklerk bij een overheidskantoor. De drie nog ontbrekende pagina’s bevatten genoeg informatie om een Bruce-Partington-onderzeeër te bouwen.
Het lijkt erop dat West de plannen oorspronkelijk had gestolen om ze later te verkopen, maar dat verklaart niet hoe hij is gestorven is en waar de laatste drie tekeningen nu zijn. Na wat onderzoek concludeert Holmes dat West niet is vermoord op de locatie waar zijn lichaam is gevonden. Na de moord is hij op het dak van een trein gegooid, en op de plek waar hij werd gevonden eraf gevallen. Holmes besluit Sir James Walter op te zoeken, die verantwoordelijk was voor de plannen, maar hij is ook dood. Volgens zijn broer, kolonel Valentine, is hij gestorven vanwege de schok over het verlies van de bouwplannen.
Mede door informatie van Mycroft krijgt Holmes interesse in de man Hugo Oberstein. In zijn huis vinden Holmes en Watson bewijs dat West daar vermoord is en nadien op een trein gegooid. Holmes zet vervolgens via een bericht in de krant een val voor de dief van de bouwplannen. Dit blijkt kolonel Valentine te zijn. Hij en Oberstein zaten samen achter de diefstal. West betrapte hen, waarna Oberstein hem doodde. Valentine deed mee met het plan voor het geld, daar hij diep in de schulden zit. Hij besluit zijn wandaden deels goed te maken door Oberstein weer naar Engeland te lokken, zodat Holmes hem kan arresteren.

### The Adventure of the Dying Detective

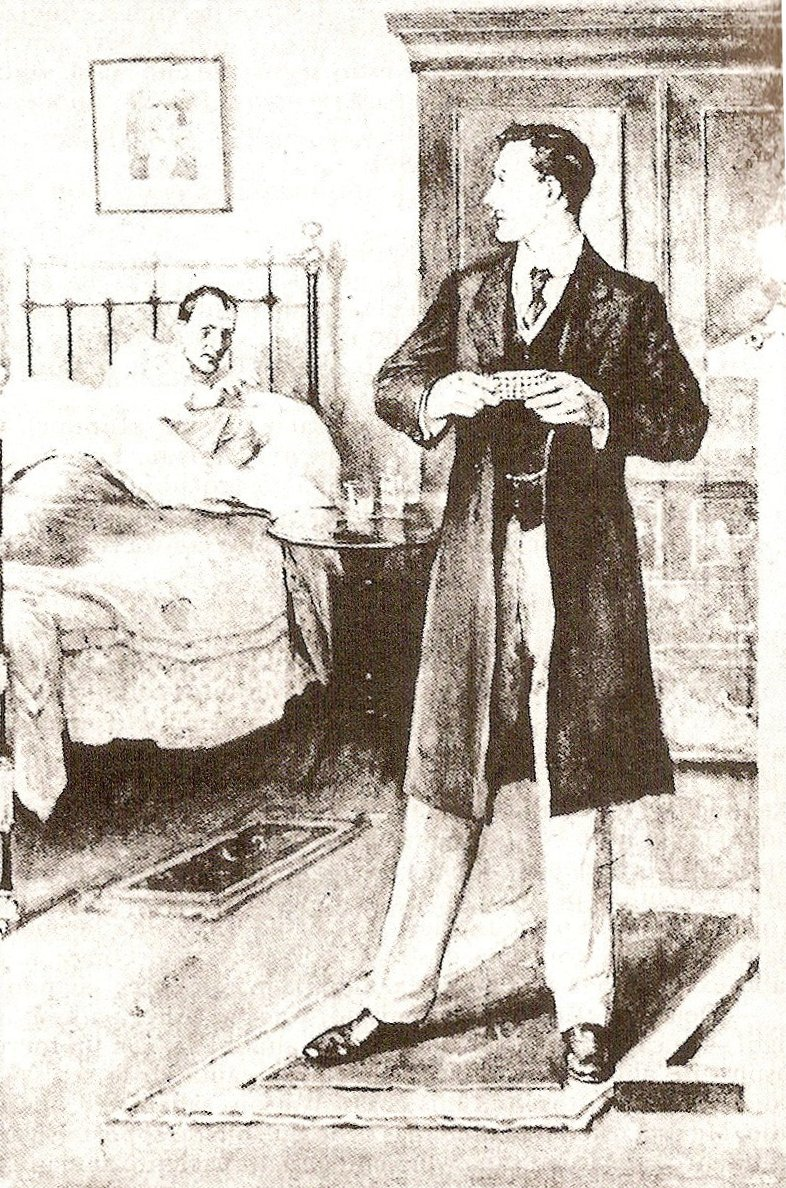
Holmes in zijn bed

Watson wordt met spoed naar Holmes’ huis geroepen, daar Holmes blijkbaar lijdt aan een zeldzame Aziatische ziekte, die hem makkelijk fataal kan worden. Volgens zijn huishoudster heeft hij al drie dagen niets gegeten of gedronken. Holmes laat ook niemand dicht in zijn buurt, daar de ziekte erg besmettelijk is. De ziekte heeft hij mogelijk gekregen toen hij een verdacht doosje met de post kreeg.
Om zes uur die avond vraagt Holmes Watson om een zekere Mr. Culverton Smith naar hem te brengen. Smith zou volgens hem een expert zijn op het gebied van de ziekte. Hij mag Holmes echter niet daar Holmes hem er ooit van verdacht zijn eigen neef te hebben vermoord, maar Holmes staat erop dat Smith bij hem komt. Holmes dringt er tevens op aan dat Watson en Smith niet tegelijk terug moeten keren naar zijn huis.
Watson keert zoals gevraagd het eerst terug. Wanneer Smith komt, moet Watson zich van Holmes verstoppen achter een scherm. Smith ziet de zieke Holmes, en daar hij ervan overtuigd is dat de detective spoedig zal sterven bekent hij dat hij inderdaad de moordenaar is van zijn neef. Hij heeft zijn neef dezelfde ziekte gegeven die Holmes nu heeft met behulp van een geïnfecteerd doosje; hetzelfde doosje dat hij naar Holmes had gestuurd.
Het blijkt echter dat Holmes dit alles zo had gepland om een bekentenis te ontlokken aan Smith. Hij is helemaal niet ziek, en zowel hij als Watson hebben nu de bekentenis gehoord. Holmes bekent dat hij inderdaad het doosje met de post had ontvangen, maar dat hij altijd erg voorzichtig met zijn post omgaat gezien zijn grote aantal vijanden.

### The Disappearance of Lady Frances Carfax
Lady Frances Carfax, een dame uit Lausanne, wordt vermist. Daar Holmes het te druk heeft in Londen stuurt hij Watson naar Lausanne. Lady Frances was ongetrouwd, en gezien haar geslacht werd een rijke erfenis haar geweigerd. Ze bezat echter wel een hoop sieraden. Ook schreef ze nog geregeld naar haar oude gouvernante, Miss Dobney. Watson ontdekt dat Lady Frances verbleef in het Hôtel International, maar opeens met veel haast vertrok. Een getuige verklaart dat ze voor haar vertrek al een paar keer was benaderd door een man met een baard.
Watson ontdekt dat Lady Frances na haar vertrek uit het hotel gevlucht was naar de Englischer Hof in Baden, Duitsland. Daar ontmoette ze een missionariskoppel genaamd Schlessinger. Na drie weken in Baden vertrok ze naar Londen. Daarna is er niets meer van haar vernomen. Wel is de bebaarde man in Baden geweest om haar te zoeken. Watson stuurt Holmes een telegram over zijn vorderingen, en tot zijn verbazing vraagt Holmes informatie over Mr. Schlessingers linkeroor.
Watson loopt de bebaarde man uiteindelijk tegen het lijf, en het komt tot een gevecht. Holmes, vermomd als Franse werker, komt tussenbeide. Holmes ondervraagt de man, die Philip Green blijkt te heten. Hij is verliefd op Lady Frances en wil enkel proberen haar liefde te winnen. Terug in Londen concludeert Holmes aan de hand van de omschrijving van Dr. Schlessingers oor dat Schlessinger in werkelijkheid Holy Peter is, een beruchte man uit Australië. Holmes vermoedt dat Peter en zijn vrouw in Londen zijn, en dat Lady Frances mogelijk al niet meer in leven is. Zijn eerste vermoeden wordt bevestigd wanneer Mrs. Peter wordt betrapt op het verkopen van juwelen van Lady Frances.
Uiteindelijk vindt Holmes Lady Frances verdoofd in een doodskist. Blijkbaar hadden de Peters niet de moed haar te doden, en ontvoerden haar enkel voor haar juwelen.

### The Adventure of the Devil's Foot
Holmes en Watson zijn in Cornwall, waar ze worden benaderd door Mr. Mortimer Tregennis en Mr. Roundhay, de lokale dominee. Tregennis’ twee broers, George en Owen, zijn blijkbaar gek geworden, en zijn zus, Brenda, is dood. De avond ervoor had hij nog wiezen met ze gespeeld en leek er niets aan de hand. De volgende dag vond de huishoudster echter de broers lachend en zingend aan de tafel en Brenda dood. Alles stond er nog net zoals de avond ervoor. Tregennis geeft toe dat hij ooit ruzie had met zijn broers en zus vanwege de verkoop van een familiezaak, maar dat dit inmiddels is opgelost.
Holmes concludeert dat wat er ook gebeurd is, het moet gebeurd zijn kort na Tregennis’ vertrek. Hij ondervraagt een kennis van de familie, Dr. Leon Sterndale, maar wordt hier blijkbaar niet veel wijzer van. De volgende dag blijkt ook Tregennis te zijn gestorven op dezelfde manier als Brenda. In de kamer waar Tregennis ligt, schraapt Holmes wat as van een lamp en stopt dit in een envelop. Hij doet hier later wat testen mee, en ontdekt dat het een gif is dat waanzin en bij hoge concentraties de dood tot gevolg heeft. Voor Holmes is het duidelijk dat Tregennis zijn zus heeft vermoord en zijn broers gek heeft gemaakt met dit gif, maar wie hem vervolgens met hetzelfde gif heeft vermoord is nog niet duidelijk. Na nog wat onderzoek blijkt dit Dr. Leon Sterndale te zijn. Hij geeft toe dat hij al jaren van Brenda hield, en vermoordde Mortimer voor wat hij met haar had gedaan. Hij wist al vanaf het begin af dat er gif in het spel was. Het gif heet volgens hem Radix pedis diaboli, Latijn voor Voet van de Duivel. Holmes kan Sterndales actie begrijpen, en besluit hem daarom niet te vervolgen.

### His Last Bow
Aan de vooravond van de Eerste Wereldoorlog staat Von Bork, een Duitse agent, op het punt Engeland te verlaten met een grote hoeveelheid informatie die hij in de afgelopen jaren heeft verzameld. Zijn vrouw en personeel zijn reeds naar Vlissingen gevlucht. Zijn diplomatieke vriend Baron Van Herling is onder de indruk van de hoeveelheid militaire geheimen die Von Bork heeft verzameld. Von Bork vertelt hem dat hij die avond nog een laatste transactie heeft met zijn Iers-Amerikaanse informant Altamont.
Die avond zoekt Altamont Von Bork op, en helpt hem onder ander zijn kluis te verhuizen. Altamont blijkt echter niemand minder te zijn dan Sherlock Holmes, die Von Bork uitschakelt met chloroform. Ook Watson is aanwezig, vermomd als Altamonts chauffeur. Hoewel de twee nu een stuk ouder zijn dan in hun gloriedagen, hebben ze via deze list al veel spionnen gevangen. Holmes werkt al twee jaar aan deze zaak. Von Bork wordt uitgeleverd aan Scotland Yard.
Aan het eind van het verhaal blijkt dat Holmes met pensioen is gegaan, en nu als hobby bijen houdt. Hij merkt op dat er "een oostenwind" nadert, waarmee hij de oorlog met Duitsland voorziet.